# جيمي هاند
جيمي هاند (بالإنجليزية: Jamie Hand)‏ هو لاعب كرة قدم بريطاني في مركز الوسط، ولد في 7 فبراير 1984 في أوكسبريدج في المملكة المتحدة. لعب مع أكسفورد يونايتد وإبسفليت يونايتد وستوكبورت كونتي ونادي بيتربورو يونايتد ونادي تشستر سيتي ونادي تشيلمسفورد ونادي ساوثبورت ونادي فارنبوروه ونادي لوتون تاون ونادي ليفينغستون لكرة القدم ونادي لينكولن سيتي ونادي مارغيت ونادي مانسفيلد تاون ونادي واتفورد ونادي وكينغ ونورثامبتون تاون.

## وصلات خارجية
- جيمي هاند على موقع قاعدة بيانات كرة القدم.إي يو (الإنجليزية)
- جيمي هاند على موقع Soccerbase.com (لاعب) (الإنجليزية)
- جيمي هاند على موقع Soccerway.com (الإنجليزية)